# Josef von Smola (1764–1820)
Josef Freiherr von Smola (12. června 1764 Teplice – 29. listopadu 1820 Vídeň) byl rakouský generál a držitel komandérského kříže Řádu Marie Terezie, jako jeden z velitelů se pod arcivévodou Karlem podílel na vítězství v bitvě u Aspern, která se odehrála ve dnech 21. a 22. května 1809 mezi Francií a Rakouskem u rakouských obcí Aspern a Essling východně od Vídně, kde byl poprvé poražen Napoleon Bonaparte.

## Život
V armádě začal v roce 1780 jako střelec u dělostřelectva. V roce 1786 získal hodnost poručíka. Ve válce proti Turkům se významně podílel na obležení měst Šabac a Bělehrad. V roce 1790 se proslavil zásadním zlepšením organizaci dělostřelectva ve Flandrech. V roce 1792 se zúčastnil tažení proti Francii, mimo jiné, v bitvě u Jemappes. V roce 1793 se ujal velení baterie jízdního dělostřelectva kolony arcivévody Karla. Následně s ní 18.3.1793 pomohl vyhrát bitvu u Neerwindenu a za toto vítězství byl vyznamenán rytířským křížem Řádu Marie Terezie.
V bitvě u Fleurusu roku 1794 byl vážně zraněn. V roce 1796 byl povýšen na nadporučíka, za klíčovou pomoc při obraně pevnosti Ehrenbreitstein u Koblence. V květnu 1800 byl v bitvě u Messkirchu podruhé těžce zraněn. Dále pokračoval jako major v České legii. V roce 1805 bojoval v Itálii. V roce 1809, již jako plukovník, vedl artilerii 3. armádního sboru v bitvě u Řezna. Byl vyznamenán druhým křížem Řádu Marie Terezie, tentokrát komandérským, a povýšen na generálmajora. Roku 1813 velel rakouskému dělostřelectvu v Bitvě národů u Lipska.[zdroj⁠?!]
Nebyl však pouze velitelem, ale také inženýrem a autorem mnoha inovací v dělostřelectvu. Jednou ze známějších bylo například v roce 1807 dělo s montáží na zeď.
Byl ženatý s Marií von Smola, baronkou von Häring (1771–1807). Jeho dva synové Josef von Smola mladší a Karl von Smola byli také důstojníci. Posledními žijícími potomky jsou Miloslav Smola (* 29. srpna 1949 v Praze) a Miloslav Smola (* 6. ledna 1986 v Praze), oba v současné době žijí v České republice.